# Districtul Sop Prap
Sop Prap (în thailandeză สบปราบ) este un district (Amphoe) din provincia Lampang, Thailanda, cu o populație de 28.515 locuitori și o suprafață de 502,46 km².

## Componență
Districtul este subdivizat în 4 subdistricte (tambon), care sunt subdivizate în 35 de sate (muban).
| Nr. | Nume     | În thailandeză | Sate | Locuitori |  |
| --- | -------- | -------------- | ---- | --------- |  |
| 1.  | Sop Prap | สบปราบ         | 12   | 10,949    |  |
| 2.  | Samai    | สมัย            | 8    | 7,584     |  |
| 3.  | Mae Kua  | แม่กัวะ          | 6    | 5,096     |  |
| 4.  | Na Yang  | นายาง          | 9    | 4,886     |  |